# 4099 Wiggins
4099 Wiggins (1988 AB5) là một tiểu hành tinh vành đai chính được phát hiện ngày 13 tháng 1 năm 1988 bởi Henri Debehogne ở Đài thiên văn Nam Âu.